# Dorfkirche Kleßen

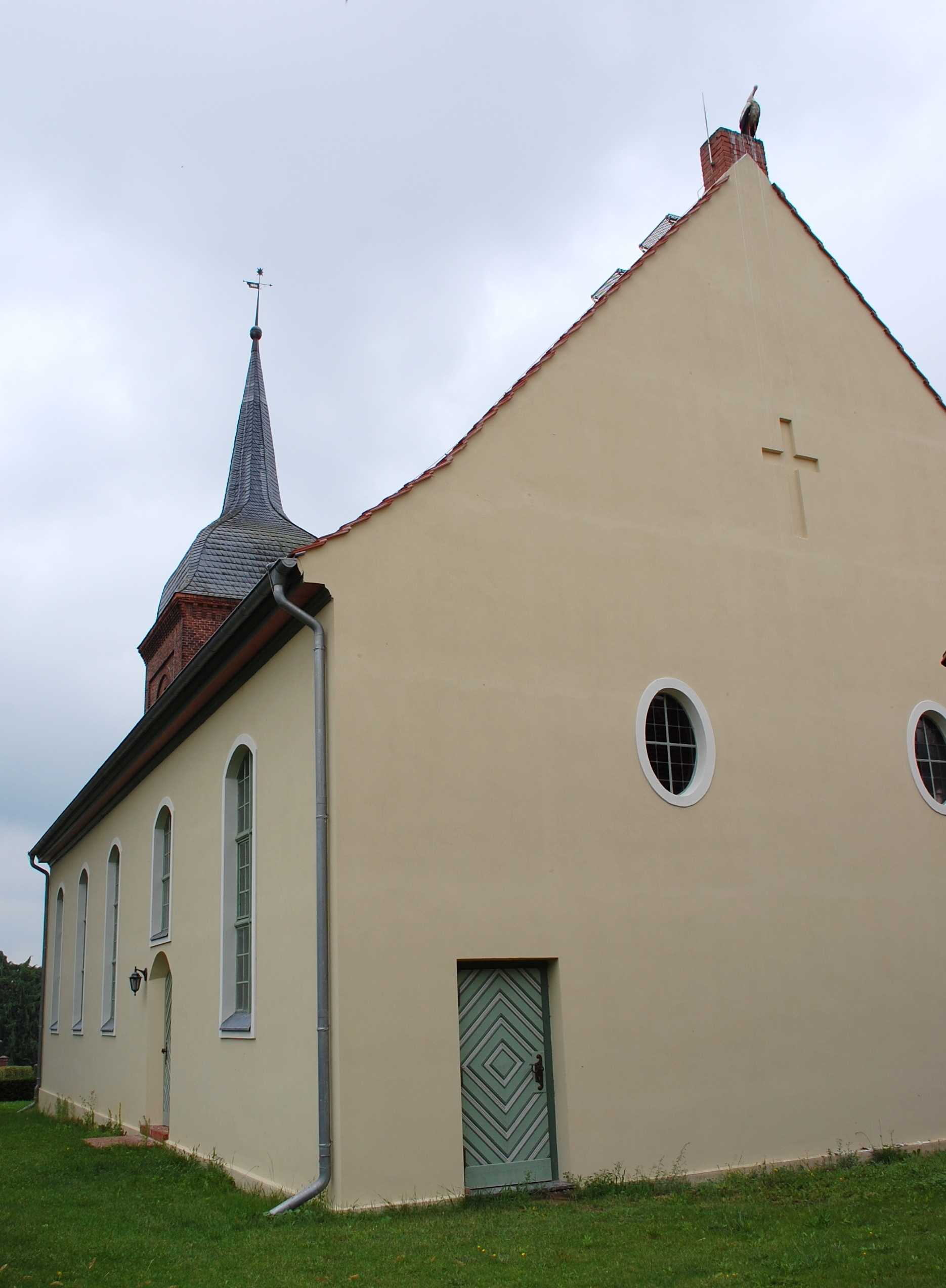
Kirchenschiff

Die Dorfkirche Kleßen ist eine denkmalgeschützte evangelische Kirche der Kirchengemeinde Friesacker Ländchen in Kleßen in Brandenburg.

## Architektur und Geschichte
Ein Vorgängerbau der heutigen Kirche wird in Protokollen der Kirchenvisitation des Jahres 1541 nach Einführung der Reformation erwähnt. Der Bau wurde vermutlich während des Dreißigjährigen Kriegs zerstört. Zumindest wurde 1698 zunächst in Fachwerkbauweise eine neue Kirche errichtet. Westlich des Kirchenschiffs befand sich ein Kirchturm mit quadratischem Grundriss. Er wurde wegen Baufälligkeit im Jahr 1886 ersetzt. Der Turmneubau erhielt eine geschweifte, spitz zulaufende, mit grauem Schiefer gedeckte Haube und wurde in historisierendem neuromanischem Stil gestaltet. So wurden die Fenster des Backsteinturms als Rundbögen angelegt. Über dem Portal wurde eine geschweifte Verdachung angebracht.
Ab 1913 erfolgte ein weitgehender Umbau der Kirche. Die Fachwerkwände wurden, nachdem sich der Bauzustand bis 1929 erheblich verschlechtert hatte, bis 1932 durch verputzte Backsteinmauern ersetzt. Die Entwürfe fertigte der Kirchenoberbaurat Curt Steinberg.
Auch das Kircheninnere wurde verändert. Es wurden zwei Reihen hölzerner Säulen entfernt, die bis dahin die Kirche in drei Schiffe unterteilt hatten. Der Innenraum wird von einer flachen, weißen Holzdecke überspannt. Die Ausmalungen führte Robert Sandfort aus.
Anfang des 21. Jahrhunderts bestand erneut ein erheblicher Sanierungsbedarf. Der Förderverein Dorfkirche Kleßen gründete sich im Februar 2007. Zum 22. Februar 2007, den 75. Jubiläum der Einweihung des erneuerten Baus, wurde der Innenraum restauriert. Vor allem die Decke wurde instand gesetzt. Eine in der Zeit der DDR aufgetragene Holzschutzlasur hatte zu einer Bildung großer Ölflecken geführt. Der Flatower Kirchenmaler Karl-Heinz Sandow stellte die ursprüngliche Farbgebung wieder her. Im Oktober 2009 begannen die Arbeiten an der Fassade und am Dach. Die Fassade wurde verputzt. Als Farbe wurde ein Ockerton gewählt, der der Farbigkeit des Kleßener Sandes entspricht. Das Gesims wurde farbig abgesetzt. Das Kirchendach wurde mit Biberschwanzdachsteinen neu gedeckt. Die Arbeiten waren im Jahr 2011 abgeschlossen.

## Ausstattung
Im Kircheninneren sind zwei hölzerne, aus der Zeit um 1700 stammende Patronatsemporen an der südlichen und nördlichen Wand erhalten. Sie sind als Priechen gestaltet. Auf den Brüstungsfeldern finden sich gemalte Wappen der Familie von Bredow, Inschriften und plastische Hermenpilaster. Darüber hinaus besteht eine Empore an der Westseite. Das barocke Orgelprospekt entstand 1717 und ähnelt in seinen Verzierungen den Brüstungsfeldern der Logen. So finden sich dort neben Bibeltexten auch Adelswappen. Als Schnitzereien wurden Akanthusmotive gewählt. Die heutige pneumatische Orgel wurde zwischen 1932 und 1934 eingebaut und ist eine Arbeit des Orgelbauers Gustav Heinze aus Sorau.
Der aus Holz gefertigte Kanzelaltar stammt von 1760 und ist im Stil des Rokoko gearbeitet. Der Kanzelkorb ist mit floralen Ornamenten in bäuerlicher Weise geschmückt. Flankiert wird der Korb von korinthischen Säulen und Rocaillewangen. Der Schalldeckel ist mit einer von zwei Füllhörnern umrahmten Strahlensonne bekrönt.
Noch aus Zeiten eines Vorgängerbaus stammt eine hölzerne, achteckige Taufe. Nach einer Inschrift wurde die im Stil der Renaissance gefertigte und reich verzierte Taufe vom Kleßener Bauern Rehfeld im Jahr 1607 gestiftet. Plastische Löwenköpfe verzieren das polygonale Taufbecken. Darüber hinaus bestehen zwischen kleinen Ecksäulen angeordnete Muschelnischen und Beschlagwerkfelder. Der dazugehörige freihängende, sehr hoch gewölbte Deckel ist in Form einer Krone gestaltet. Die Füße der Taufe sind als Volutenfüße gebildet.